# Mis romances tour
Tournées par Luis Miguel
Amarte es un placer tour 33 tour
Le Mis romances tour est une tournée de concerts effectuée par le chanteur mexicain Luis Miguel au cours de l'année 2002 pour promouvoir son album Mis romances de 2001 (pendant la seconde moitié de la tournée, il a également fait la promotion de sa compilation Mis boleros favoritos). La tournée a consisté en 63 concerts et a traversé les États-Unis, le Mexique, l'Argentine, l'Espagne, le Chili, l'Uruguay, le Pérou, la République dominicaine et Porto Rico. En février, il s'est produit à l'Amphithéâtre Universal de Los Angeles, en Californie, six soirs de suite à guichets fermés, attirant plus de 32 000 spectateurs, battant ainsi son précédent record de cinq concerts consécutifs dans cette salle, il a également donné deux autres concerts en septembre. Miguel s'est produit au stade Aztèque de Mexico pour la première fois de sa carrière devant 80 000 spectateurs, et a également donné douze récitals à l'Auditorium national de Mexico.

## Histoire
Pour promouvoir Mis Romances, Luis Miguel a commencé sa tournée le 24 janvier 2002 à San Diego, en Californie. Après une tournée d'un mois aux États-Unis, il a donné un spectacle en République dominicaine et à Porto Rico. Par la suite, il a présenté treize spectacles au Mexique, dont 12 consécutifs à l'Auditorium national, durant lesquels il a fêté ses vingt ans de carrière. Il a également présenté cinq spectacles à l'Auditorio Coca-Cola de Monterrey, au Mexique. Luis Miguel a poursuivi sa tournée aux États-Unis et a terminé la première partie de la tournée le 13 avril 2002.
Il a entamé la deuxième partie de sa tournée le 12 septembre 2002 à Chula Vista, en Californie, et a présenté trois autres spectacles aux États-Unis. Les concerts de Luis Miguel en Amérique du Nord ont rapporté plus de seize millions de dollars, soit la tournée la plus lucrative de l'année pour un artiste latin. Après ses représentations aux États-Unis, il a donné cinq récitals en Espagne. Il a poursuivi sa deuxième tournée en Amérique du Sud en se produisant au Chili, au Pérou, en Uruguay et en Argentine. La tournée s'est terminée le 14 décembre 2002 en République dominicaine.
La tournée en Espagne a commencé à Benidorm, où il s'est produit devant 17 000 personnes et s'est poursuivie à Barcelone et à Madrid. Lors de sa tournée espagnole, Warner Music Spain lui remet un album commémoratif pour avoir vendu plus de quatre millions d'exemplaires de sa discographie en Espagne.
Au Mexique, il se produit pour la première fois au stade Azteca et, en raison de la grande attente, ce concert est enregistré et diffusé à la télévision mexicaine,.
Le rédacteur en chef du Los Angeles Times, Agustin Gurza, a comparé les ventes de Luis Miguel à l'Amphithéâtre Universal à celles de Julio Iglesias et a noté qu'elles contrastaient avec les faibles ventes de Mis Romances. La setlist était composée de boléros de Mis Romances et de ses prédécesseurs, ainsi que de morceaux pop et de ballades de sa carrière musicale.

## Crédits musicaux
- Chant : Luis Miguel
- Guitare acoustique et électrique : Todd Robinson
- Basse : Lalo Carrillo
- Piano : Francisco Loyo
- Claviers : Arturo Pérez
- Batterie : Victor Loyo
- Percussion : Tommy Aros
- Saxophone : Jeff Nathanson
- Trompette : Francisco Abonce
- Trombone : Alejandro Carballo
- Chœurs:  Unknown
- Mariachi 2000